# Illes de Los

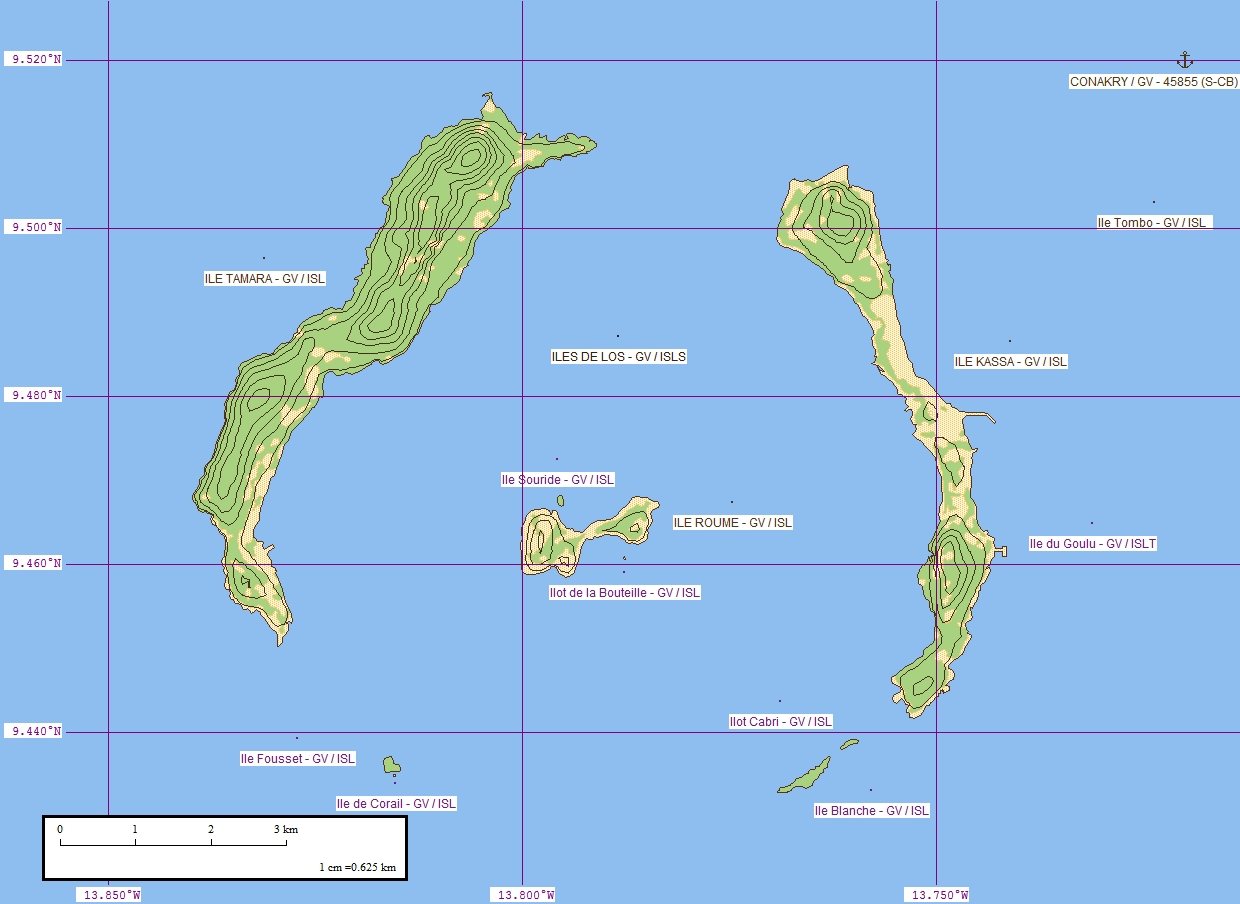
Mapa de les Illes de Los, Guinea

Les illes de Los (en francès: Îles de Los) són un grup de petites illes costaneres d'origen volcànic de l'oceà Atlàntic que pertanyen a Guinea, localitzades a la costa de l'Àfrica Occidental, davant la capital Conakry. Hom diu que la novel·la L'illa del tresor (1881-82) de Robert Louis Stevenson està inspirada en l'illa de Roume, una de les tres que formen el grup d'illes.

## Nom
Els primers navegants portuguesos van anomenar el grup (en portuguès) Ilhos dos Idolos («illes dels ídols», per déus), i d'aquí el seu nom actual d'Îles de Los.

## Geografia
L'arxipèlag està format per tres illes principals: Tamara (on hi ha la localitat de Fotoba), Kassa i Roume, mentre que Corail, Blanche i Cabris són tres illots més petits localitzats més al sud. Tamara té 13 km de llarg i una amplada d'1,6-3 km, sent el seu punt més elevat de 152 m. Una part de la ciutat de Conakry es troba en el que va ser l'illa de Tombo, ara unida a la península en la qual es troba la capital de Guinea.
Les illes són conegudes per les seves platges i boscos interiors i són una destinació popular entre els turistes. A l'arxipèlag s'hi accedeix en vaixells que salpen des de Conakry.

## Història
Les illes han estat ocupades des de fa molt temps, i fins ben entrat el segle XX membres de la tribu dels baga acudien anualment a aquestes illes per dur a terme processons, portant ofrenes als seus déus, com ara Nimba, la deessa de la fertilitat.
El primer europeu del qual es té constància que arribà a aquestes illes va ser el navegant portuguès António Fernandes el 1446, però no fou fins a partir del segle xvi que les illes van ser usades com a lloc comercial, però sense assentaments permanents. Roume va ser un notori centre del comerç d'esclaus, i a Tamara, el 1812, els britànics hi van construir una presó. El 1818, Sir Charles MacCarthy, llavors governador de Sierra Leone, va adquirir el grup d'illes a la tribu dels baga. Les illes van estar fins a 1904 en l'esfera d'influència britànica, que les va cedir a França en un acord a canvi de la renúncia francesa als drets de pesca a Terranova i Labrador, quedant incorporades a la Colònia de Guinea Francesa.
A partir de 1949 es van explotar a les illes alguns jaciments de bauxita, que es van esgotar el 1966, encara que a Tamara s'hi va treballar encara des de 1967 fins a 1972.